# Jana Kandarr
Jana Kandarr (ur. 21 września 1976 w Halle w NRD) – niemiecka tenisistka.
Po zjednoczeniu Niemiec Kandarr przeniosła się wraz z rodzicami do Karlsruhe. Jej matka Petra Kandarr była znaną lekkoatletką w NRD i w 1969 roku została sportowcem roku. Jana Kandarr nabierała doświadczenia w Unterhaching zanim zaczęła grać jako profesjonalistka w 1994 roku.
Jej największym sukcesem w dziesięcioletniej karierze tenisowej było dotarcie do czwartej rundy Australian Open w 2000 roku. Ponadto dwukrotnie grała w półfinałach turniejów cyklu WTA, w 1996 w Palermo i w 2001 w Estoril. Swój najwyższy ranking w karierze (miejsce nr 43) osiągnęła w czerwcu 2001 roku po tym, jak w pierwszej rundzie French Open pokonała Amélie Mauresmo.
Tenisistka zakończyła zawodową karierę w 2004 roku, ale nadal gra w tenisa w niemieckiej lidze tenisowej, razem z takimi zawodniczkami jak Květa Peschke czy Bianka Lamade.